# 胡夫船

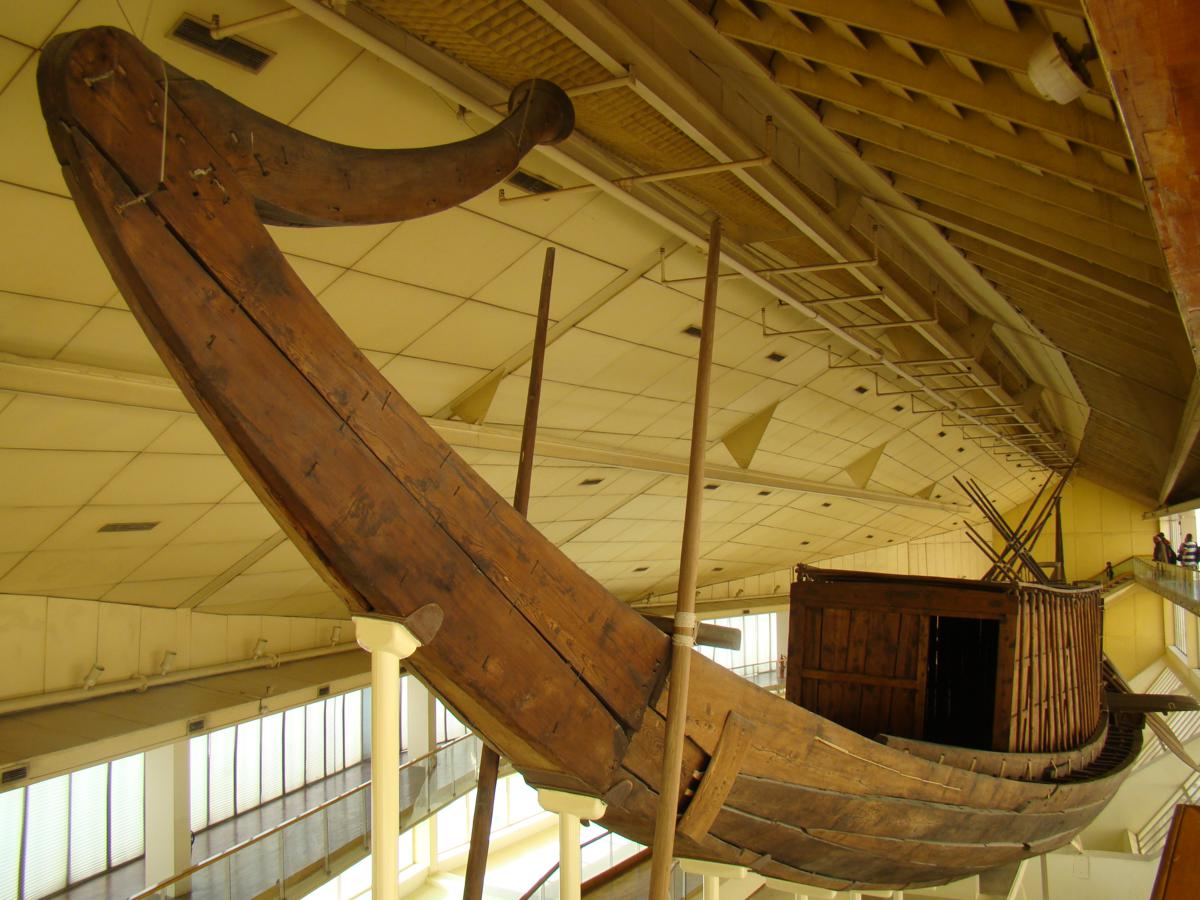
第一艘胡夫船的船尾

胡夫船是在吉薩金字塔附近發現的兩艘古代木船，建造於公元前2500年左右，相當於古埃及古王國時期的第四王朝期間。
胡夫船被埋葬在吉薩金字塔群的胡夫金字塔附近的凹槽中，分別在1954年及1987年時被人发现。與其他被埋葬的古埃及船隻一樣，這兩艘船也是提供給法老在來世時使用的陪葬品之一。

## 摘要

### 第一艘胡夫船
第一艘胡夫船是一艘被解體的古代木船，由埃及考古學家Kamal el-Mallakh於1954年在古夫金字塔南側的凹槽中發現。
這艘船的長度為为43.4（142英尺），宽5.9（19英尺），重约20吨，其木板由黎巴嫩雪松製成，包含了所有的船槳、繩索和船艙，這些木板和骨架被分解成1,224塊，使用灰綠針草綁在一起，並被按照適當的拆解順序排列在金字塔旁的凹槽中，使用這些零件可以重新組裝這艘船。 船的平底由幾塊木板構成，但沒有真正可穩定船隻用的龍骨。
這艘船被認為是世界上最古老的保存完整船隻之一，如果在今日放入湖泊或河川中，依然可以航行。不過，這艘船可能不是為了航行而設計的，因為它沒有能夠控制船帆的繩索。

### 第二艘胡夫船
在1987年2月，日本早稻田大學的調查人員在古夫金字塔的南側使用雷達進行探測，發現有另一個凹槽和木材沉積的反應，1987年10月，美國的調查人員在覆蓋在凹槽上的石灰岩鑽洞並從洞口拍攝到船體內部，證明第二艘胡夫船存在。但直到2008年，考古人員裝設了維持石坑的溫度及濕度的機器，並確認船身可承受挖掘，才開始進行凹槽上方的石灰岩移除工程。目前挖掘、保存和修復的工作尚在進行中。

## 描述

### 功能
目前還不清楚胡夫船被建造的目的。
一開始，第一艘胡夫船被稱為太陽船，因為在古埃及神話中，太陽神拉會在白天時會乘坐太陽船穿越天空，為世界提供光明，晚上時則會乘坐太陽船前往冥界。，由於法老被視為太陽神的代表，太陽船會被一起埋葬在陵墓中，也許是為了讓法老在復活之後，可以搭乘太陽船穿越天空或前往來世。
然而，這艘船被發現有實際下水過的痕跡。因此有人認為，這是為了搬運法老的遺體所使用的葬儀船，故這艘船在之後被正式命名為「第一艘胡夫船」及「第二艘胡夫船」，而目前仍無法斷定胡夫船是否為太陽船。

### 重建
埃及旅遊與古文物部的修復師艾哈邁德·尤素夫·穆斯塔法花了數年的時間重新組裝了第一艘胡夫船。由於在重建這艘船之前，必須取得足夠的古埃及造船知識。因此，他研究了牆壁和墳墓上的雕刻，和其他在墳墓中發現的小型木船模型，接著參觀了尼羅河的造船廠和亞歷山大港，因為這個地方直到今日依然在製造木船。他期望現代的埃及造船工匠還保留著木船的建造方法，這些方法也許能夠揭示古埃及人建造船隻的方式。他還研究了不同造船工匠使用傳統建造方式建造的成品。

### 展出
1982年時，重建後的第一艘胡夫船在吉薩金字塔旁邊的博物館內公開展出，博物館在一樓透過照片和文字呈現了這艘船的挖掘和修復過程，博物館的二樓則是修復後的胡夫船。
2021年8月，第一艘胡夫船被遷移至大埃及博物館。

## 圖片集

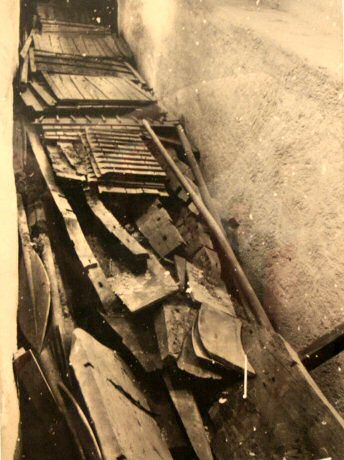
胡夫船剛被發現時的照片
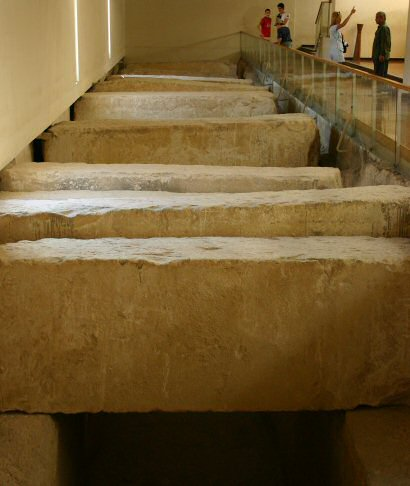
發現胡夫船的凹槽，現在位於太陽船博物館內
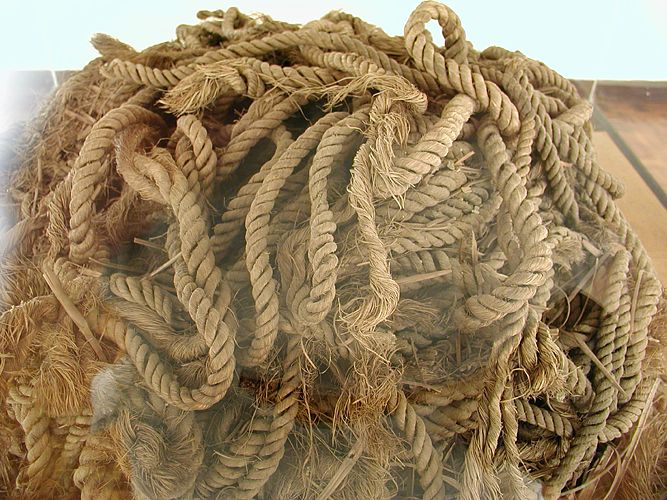
與胡夫船同時被發現的繩索
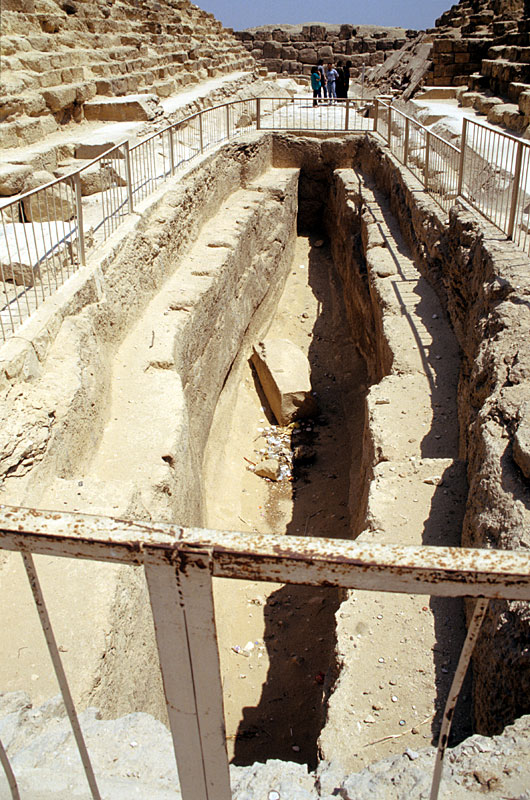
胡夫船的凹槽(攝於吉薩)
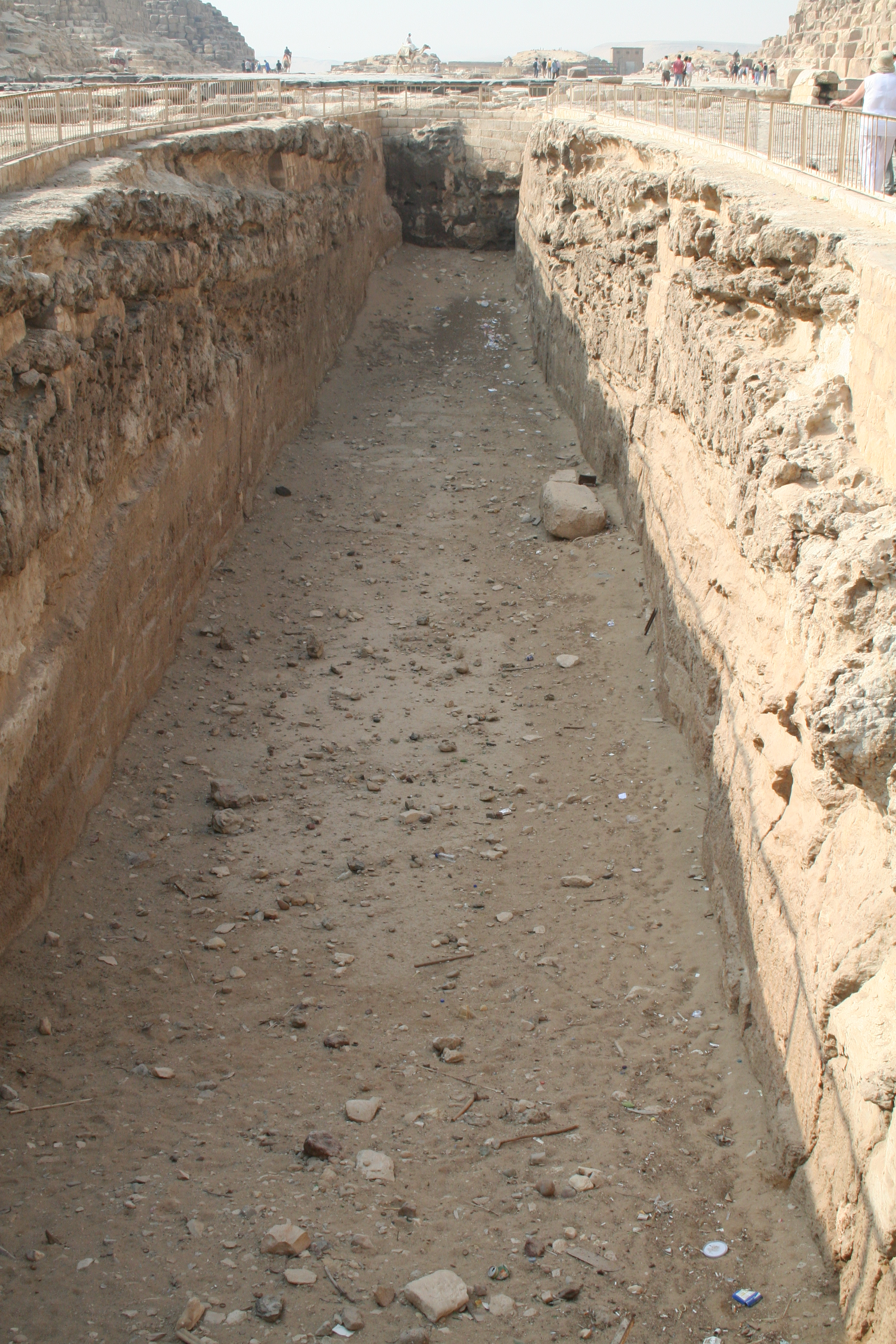
位於古夫金字塔東邊的一個凹槽